# زمین‌لرزه ۱۹۵۰ شیلی
زمین‌لرزه شیلی  در تاریخ ۹ دسامبر ۱۹۵۰ میلادی، برابر با ‎۱۸ آذر ۱۳۲۹، ساعت ۲۱:۳۸:۴۸ به زمان یوتی‌سی در شیلی رخ داد. ژرفای این زلزله ۱۰۰ کیلومتر بود. بزرگی آن ۷٫۷ در مقیاس mB اعلام شده‌است. زمین‌لرزه به وقت محلی در روز شنبه، ساعت ۱۷ روی داده و منطقه زمانی آن یوتی‌سی -۴ بوده‌است (با لحاظ تغییر ساعت تابستانی).
سازمان زمین‌شناسی آمریکا نیز جای این زمین‌لرزه را در مختصات ۲۳°۳۰′جنوبی ۶۷°۳۰′غربی / ۲۳٫۵°جنوبی ۶۷٫۵°غربی و بزرگی آنرا برابر با ۸٫۳ در مقیاس ریشتر اعلام کرده‌است. ژرفای گزارش شده از سوی این سازمان ۱۰۰ کیلومتر می‌باشد.
شمار کشتگان زلزله حدود ۴ نفر بوده‌است.